# Bandiera (araldica)
La bandiera è una figura araldica, che appartiene al gruppo delle figure artificiali.
Le bandiere che compaiono negli stemmi indicano conquista e giurisdizione su un paese o un territorio. Bandiere, solitamente in numero, sono anche poste accollate a stemmi di generali o di altri alti funzionari statali.
Un particolare tipo di bandiera è quella allungata a due fiamme, bianca e con la croce rossa (o talvolta con la sola scritta Agnus Dei), che compare solitamente come ornamento del cosiddetto agnello pasquale. 
In araldica inoltre esiste lo scudo a bandiera, di forma quadrata o leggermente rettangolare: era portato dai cavalieri detti Banderesi alla fine del Trecento.

Stemma comunale di Corgémont, Svizzera
Stemma comunale di Viterbo, Italia
Stemma comunale di Bressanone, Italia
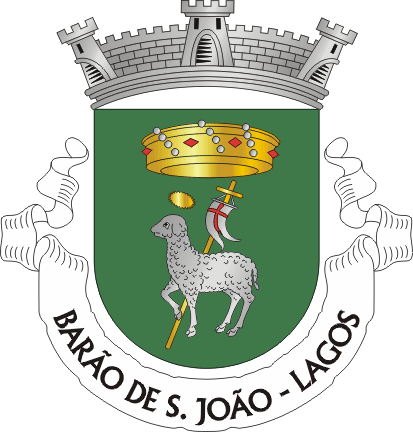
Stemma comunale di Barão de São João, Portogallo